# Woodsia polystichoides
Woodsia polystichoides är en hällebräkenväxtart som beskrevs av Eat. Woodsia polystichoides ingår i släktet Woodsia och familjen Woodsiaceae. Inga underarter finns listade.